# اولرکس
اولرکس (انگلیسی: Olerex) شرکت پالایش نفت استونیایی است، که در سال ۱۹۹۴ تأسیس شد.